# آنتونی نیکولز
آنتونی نیکولز (انگلیسی: Anthony Nicholls (actor)؛ ۱۶ اکتبر ۱۹۰۲ – ۲۲ فوریه ۱۹۷۷) یک هنرپیشه اهل بریتانیا بود.

## فیلم‌شناسی
- ۱۹۴۶: The Laughing Lady
- ۱۹۴۸: The Guinea Pig
- ۱۹۴۹: Man on the Run
- ۱۹۴۹:	قلب عجول
- ۱۹۴۹: The Dancing Years
- ۱۹۵۰: Portrait of Clare
- ۱۹۵۱: High Treason
- ۱۹۵۱: The Franchise Affair
- ۱۹۵۳: The House of the Arrow
- ۱۹۵۴: The Weak and the Wicked
- ۱۹۵۴: Make Me an Offer
- ۱۹۵۸: The Safecracker
- ۱۹۵۸: Dunkirk
- ۱۹۶۱: Seven Keys
- ۱۹۶۱: Victim
- ۱۹۶۲: Night of the Eagle
- ۱۹۶۴: کدو خور
- ۱۹۶۵: Othello
- ۱۹۶۶: مردی برای تمام فصول (فیلم)
- ۱۹۶۷: Mister Ten Per Cent
- ۱۹۶۷: Our Mother's House
- ۱۹۶۸: اگر....
- ۱۹۶۹: نبرد بریتانیا (فیلم)
- ۱۹۶۹: A Walk with Love and Death
- ۱۹۷۰: One More Time
- ۱۹۷۰: The Man Who Haunted Himself
- ۱۹۷۰: The Walking Stick
- ۱۹۷۳: ای مرد خوش‌شانس!
- ۱۹۷۶: طالع نحس

### تلویزیونی
- ۱۹۴۹: ماشین زمان
- ۱۹۵۷: Sword of Freedom
- ۱۹۶۱: Walt Disney's Wonderful World of Color
- ۱۹۶۳–۶۶: The Saint
- ۱۹۶۳–۶۸: The Avengers
- ۱۹۶۷: Man in a Suitcase
- ۱۹۶۸–۶۹: The Champions
- ۱۹۷۰: Department S
- ۱۹۷۳: تاجر ونیزی
- ۱۹۷۳: Z-Cars
- ۱۹۷۳: Softly Softly
- ۱۹۷۴: Special Branch
- ۱۹۷۵: Play of the Month – King Lear
- ۱۹۷۶: Space: ۱۹۹۹
- ۱۹۷۶: کِـرِز

### تئاتر
- ۱۹۶۴: التهاب مخاط بینی آلرژیک